# 马跃乡
马跃乡（藏語：མར་ཡོ་），是中华人民共和国西藏自治区那曲市申扎县下辖的一个乡镇级行政单位。

## 行政区划
马跃乡下辖以下地区：
门唐村、江扎村、彭康村、贝嘎村、泽典村和普宗村。